# Asiohahnia liangdangensis
Espèce
Synonymes
- Hahnia liangdangensis Tang, Yang & Kim, 1996

Asiohahnia liangdangensis est une espèce d'araignées aranéomorphes de la famille des Hahniidae.

## Distribution
Cette espèce est endémique du Gansu en Chine,.

## Étymologie
Son nom d'espèce, composé de liangdang et du suffixe latin -ensis, « qui vit dans, qui habite », lui a été donné en référence au lieu de sa découverte, le xian de Liangdang.

## Publication originale
- Tang, Yang & Kim, 1996 : A new species of genus Hahnia (Araneae: Hahniidae) from China. Korean Arachnology, vol. 12, no 2, p. 67-69.